# Pseudaletia punctulata
Pseudaletia punctulata là một loài bướm đêm trong họ Noctuidae.